# Saleres del Grau

Les Saleres del Grau, respecte del terme de l'Estany

Les Saleres del Grau és un paratge del terme municipal de l'Estany, a la comarca del Moianès.
Està situat a la part central del terme municipal, al costat de llevant del poble de l'Estany i en el de ponent de la Serreta. És a migdia del Molí del Grau i al sud-oest de la casa de Betlem. Es troba al nord-est de l'Estany de l'Estany i al nord-oest del Camp de Sant Pere.
Les Saleres del Grau és el lloc per on està creixent la població de l'Estany. Són antics camps de conreu, actualment urbanitzats.